# ماهیان چشم‌آبی
ماهی‌های چشم‌آبی (نام علمی: Pseudomugilidae) نام یک تیره از راسته گل‌آذین‌ماهی‌سانان است.